# Juan Sandoval
Juan F. Sandoval Ferreira (nacido el 13 de enero de 1981 en Santo Domingo) es un lanzador dominicano de ligas menores que se encuentra en la organización de los Filis de Filadelfia. Sandoval ha estado ciego de un ojo desde el año 2006.

## Carrera
Sandoval fue firmado como agente libre no drafteado por los Marineros de Seattle en el 2000. Comenzó su carrera profesional en 2003 con su filial de Clase A, Wisconsin Timber Rattlers. En 2004, fue promovido a Clase-A avanzada con los Inland Empire 66ers of San Bernardino. Fue ascendido de nuevo en 2005 a Doble-A con los San Antonio Missions.
El 4 de febrero de 2006, Sandoval estaba cenando en un restaurante en la República Dominicana cuando una estalló una discusión entre el portero del establecimiento y un cliente borracho. El borracho se fue del restaurante, pero regresó con una escopeta. El tiro le dio a Sandoval en la parte superior del torso y la cara. Tres perdigones entraron en su ojo derecho. Fue sometido a dos cirugías para salvar el ojo, aunque quedó permanentemente ciego. Esta lesión lo dejó fuera de toda la temporada 2006.
Sandoval regresó en 2007 con los Marineros y fue enviado a Doble-A con los West Tenn Diamond Jaxx y luego a Triple-A con Tacoma Rainiers. Durante el draft de la Regla 5 de 2007, Sandoval fue seleccionado por los Cerveceros de Milwaukee y fue asignado a Triple-A con Nashville Sounds. Fue liberado antes del inicio de la temporada 2008, pero fue asignado nuevamente.
El 26 de junio de 2010, Sandoval firmó un contrato de ligas menores con los Filis de Filadelfia y fue enviado a Clase-A avanzada con los Clearwater Threshers.
El 19 de marzo de 2011, Sandoval firmó con los Diablos Rojos del México en la Liga Mexicana de Béisbol. Fue liberado el 25 de mayo y firmó con los Tigres de Quintana Roo.